# Motul (Rennwagen)
MoTuL war die Markenbezeichnung eines deutschen Rennwagenherstellers mit Sitz in Bensberg.

## Geschichte
In den 1950er-Jahren gründete Walter Löffelsender in Bensberg bei Köln ein Autohaus. Löffelsender vertrieb und wartete zuerst britische Automobile und danach war er Renault-Vertragshändler. Durch seine Aktivitäten im Automobilklub ACBL kam er Mitte der 1960er-Jahre zum Automobilrennsport und lernte die Formel-V-Fahrzeuge von Apal und Beach Car kennen.

## Rennwagenbau
Der Markenname MoTuL setzt sich aus Motoren Tuning Löffelsender zusammen.  Als der Boom der beliebten kleinen Rennwagen Formel V 1200 in Deutschland begann, beschloss Löffelsender 1968 sein eigenes Fahrzeug zu konstruieren. 1973 stellte sich mit dem neu konstruierten Zweivergasertyp Formel V 1300 der Erfolg ein. Der Sohn von Löffelsender siegte im ONS-Pokal und der Vater gewann den Konstrukteurstitel mit 6 Siegen von 10 Rennen zum ONS-Formel-V-Pokal. Walter Löffelsender jr. wurde 1973 Deutscher Meister auf einem MoTuL-Formel-V.
Danach wurde auch der von Löffelsender konstruierte Formel Super V weiterentwickelt und eingesetzt. Bekannte Fahrer waren damals Helmut Bross und der Schweizer Marc Surer. MoTuL stellte auch eigene Rennmotoren nach dem Formel-Vau-Reglement her. Auch diese Motoren wurden neben den Rennfahrzeugen in Serie gebaut und an Kunden verkauft.
Im Januar 1974 starb Walter Löffelsender senior im Alter von 46 Jahren und MoTuL musste schließen. Viele der rund 80 gebauten Rennwagen sind bis heute einsatzbereit in Sammlerhand.